# Eteri
Eteri (grč.: 'čisti gornji zrak', 'nebo') organski su kemijski spojevi u kojima je kisikov atom povezan s dvama ugljikovim atomima iz dvije alkilne skupine.

## Svojstva
Opće su formule R-O- R` gdje radikali R (dva radikala /R/) u molekuli etera mogu biti istovrsna (jednaka; R = R`, jednostavni eteri) ili različiti (mješoviti eteri).
Eteri su uglavnom hlapljive i lako zapaljive kapljevine tekućine karakteristična mirisa, kemijski inertne, netopljive u vodi, a dobro topljive u alkoholu. Iznimka je samo najjednostavniji eter, dimetileter (H3C-O-CH3), koji je plin.
Najvažniji je dietil-eter.

## Dobivanje (priprava)
Eteri se pripravljaju:
- dehidratacijom alkohola s pomoću sumporne kiseline
- zagrijanjem alkil-halogenida s alkoholatima (npr. natrijevim alkoholatom).

## Upotreba
Eteri se najviše upotrebljavaju u organskoj sintezi kao organsko aprotično otapalo (npr. dietil-eter, izopropil-eter, butil-eter), ali i kao sredstva za ekstrakciju i dezinfekciju poput omekšivača i sl.

## Nomenklatura
Ime etera se dobiva spajanjem korijenskog imena jednog od alkilnih fragmenata s rječju oksi te imenom alkana koji se izvodi iz drugog alkilnog fragmenta. Ime etera se može dobiti i spajanjem korjenskih imena dvaju alkilnih fragmenata od kojih se eter sastoji, nakon čeka slijedi eter: npr. metoksietan metiletileter je eter koji se sastoji od metilnog i etilnog fragmenta, vezanih na kisikov atom. Alternativno, eter se može imenovati upisivanjem rednog broja kisikovog atoma, nakon čega slijedi okso i naziv alkana koji bi se dobio zamjenjivanjem kisikovog atoma -CH2- skupinom. Eter iz gornjeg primjera bi se zvao 2-oksi-butan.
Po redoslijedu opadajućeg prioriteta pri odabiru i imenovanju glavne karakteristične skupine, eteri su dvadeseti po redu razredni spojevi (zatim redom sulfidi, selenidi i teluridi).